# Benjamín Santos
Benjamín Santos (Cafferata, 7 de febrero de 1924 - Arévalo, 21 de julio de 1964) fue un futbolista argentino. Se desempeñaba como delantero y su primer club fue Rosario Central. Posteriormente a su retiro como jugador fue entrenador.

## Carrera

### Como futbolista

#### Rosario Central

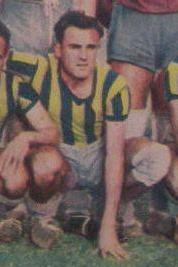

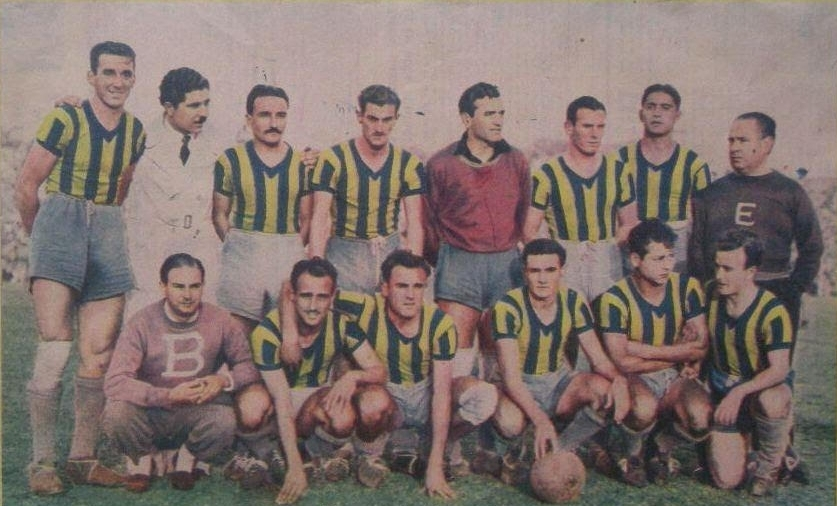
Rosario Central en 1946. Parados: Santiago Armándola, José Casalini, César Castagno, Roberto Quatrocchi, Alfredo Fógel, Lidoro Soria, Angel Fernández Roca (DT); hincados: Angel De Cicco, Benjamín Santos, Federico Geronis, Waldino Aguirre, Rubén Marracino.

Llegó al canalla en 1944, procedente de su Cafferata natal. En 1943 había jugado en el Círculo Social y Deportivo General Belgrano de Santa Isabel, provincia de Santa Fe. Poseía un gran oportunismo para definir, colocándose siempre en el lugar adecuado para convertir, agregándole un potente remate. Su primera temporada fue de adaptación, jugando 15 encuentros y convirtiendo 6 goles. Es en el campeonato de 1946 en el que se consolida y marca 19 goles. A esa altura se había transformado en el reemplazante del Torito Aguirre. Se convirtió en socio ideal en primer lugar de Rubén Bravo, y luego del Ruso Vilariño y Tato Mur. En 1948 se convirtió en el goleador del torneo, al marcar 21 goles en 20 partidos. Sus buenas actuaciones llamaron la atención del Torino de Italia. La transferencia fue resistida desde AFA, ya que se consideraba al jugador como un buen valor para jugar en la Selección Argentina, de cara al Mundial de 1950, y al emigrar, en esa época, quedaría fuera de alcance para convocarlo. Incluso suscitó diferencias en el seno del club canalla, por lo que se definió su venta a través de una votación entre los socios. La transferencia se realizó por 275.000 pesos argentinos. En total en Rosario Central disputó 111 encuentros y marcó 66 goles, con lo que se encuentra entre los diez máximos goleadores canallas en el profesionalismo, además de ser el primero en consagrarse como goleador de un torneo de Primera División de Argentina. Sus víctimas preferidas fueron Lanús, al que le convirtió 9 goles, y Platense, al que le marcó 7 tantos. En los clásicos ante Newell's Old Boys se hizo presente en la red en cuatro ocasiones: el 29 de abril de 1945, con victoria 2-0; el 8 de diciembre de 1946, con triunfo 3-2; el 19 de octubre de 1947, empate 1-1; y el 4 de abril de 1948 por la Copa Escobar, triunfo 3-2.

#### Torino

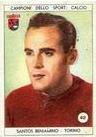

Llegó al equipo italiano en 1949, cuando el club se recuperaba de la Tragedia de Superga. Le tocó reemplazar a Valentino Mazzola. En su primera temporada en el Toro convirtió 27 goles, lo que lo convierte en el quinto jugador con más anotaciones en su temporada debut en Serie A. En su primer partido oficial convirtió el gol del triunfo (1-0) ante Venezia, el 11 de septiembre de 1949. El 12 de marzo de 1950 le anotó 3 goles a AS Roma, en la goleada 5-0. En la temporada 1950/51 convirtió 14 tantos, pero el equipo protagonizó una floja campaña, y Santos emigró hacia Busto Arsizio. Retornaría a Torino como entrenador.

#### Pro Patria

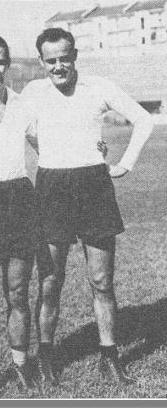

Llegó al club para disputar el Campeonato 1951/52. Sólo convirtió 4 goles: a Fiorentina, Spal, Sampdoria y Juventus. Esto se debió a que cambió su posición en el ataque; pasó de ser el canoniere a ser el regista. Es decir que se retrasó unos metros en la cancha y desde allí condujo el juego ofensivo de su equipo, demostrando gran talento para ello. Esto sumado a su carácter afable y simpático, le hizo granjear el afecto de la gente de Busto Arsizio. Al iniciar la temporada siguiente sufrió una lesión severa en una rodilla, lo que lo dejó inactivo largo tiempo.

#### Deportivo La Coruña

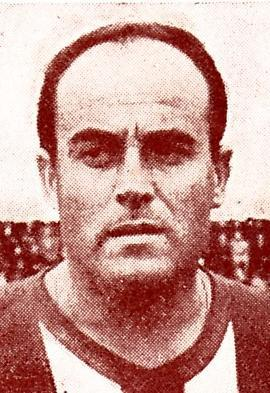

Cerró su carrera en el equipo gallego en la temporada 1956/57. Allí disputó 12 encuentros y marcó 1 gol, a Real Jaén, el 6 de enero de 1957.

#### Clubes
| Club                | País      | Año       | PJ  | Goles |
| ------------------- | --------- | --------- | --- | ----- |
| Rosario Central     | Argentina | 1944-1949 | 111 | 66    |
| Torino              | Italia    | 1949-1951 | 64  | 41    |
| Pro Patria          | Italia    | 1951-1953 | 25  | 4     |
| Deportivo La Coruña | España    | 1956-1957 | 12  | 1     |

### Como entrenador

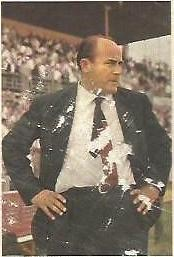

Luego de su retiro se afincó en Busto Arzisio, donde hizo sus primeras armas como entrenador en las divisiones juveniles del Pro Patria. En 1960 le llega la oportunidad de dirigir en primera, y nada menos que en Torino, donde había brillado como jugador. Entrenó al Toro durante tres temporadas. Entre 1963 y 1964 dirigió a Genoa, saliendo campeón de la Copa de los Alpes. El 21 de julio de 1964 fallece en un accidente automovilístico en Arévalo, España, donde se encontraba de vacaciones junto a su esposa y su hija.

#### Clubes
| Club                   | País   | Año       |
| ---------------------- | ------ | --------- |
| Pro Patria (juveniles) | Italia | 1958-1960 |
| Torino                 | Italia | 1960-1963 |
| Genoa                  | Italia | 1963-1964 |

## Palmarés

### Como jugador
| Equipo          | País      | Título                       | Año  |
| --------------- | --------- | ---------------------------- | ---- |
| Rosario Central | Argentina | Goleador de Primera División | 1948 |

### Como entrenador
| Equipo | País   | Título            | Año  |
| ------ | ------ | ----------------- | ---- |
| Genoa  | Italia | Copa de los Alpes | 1964 |